# OKA (Fahrzeughersteller)

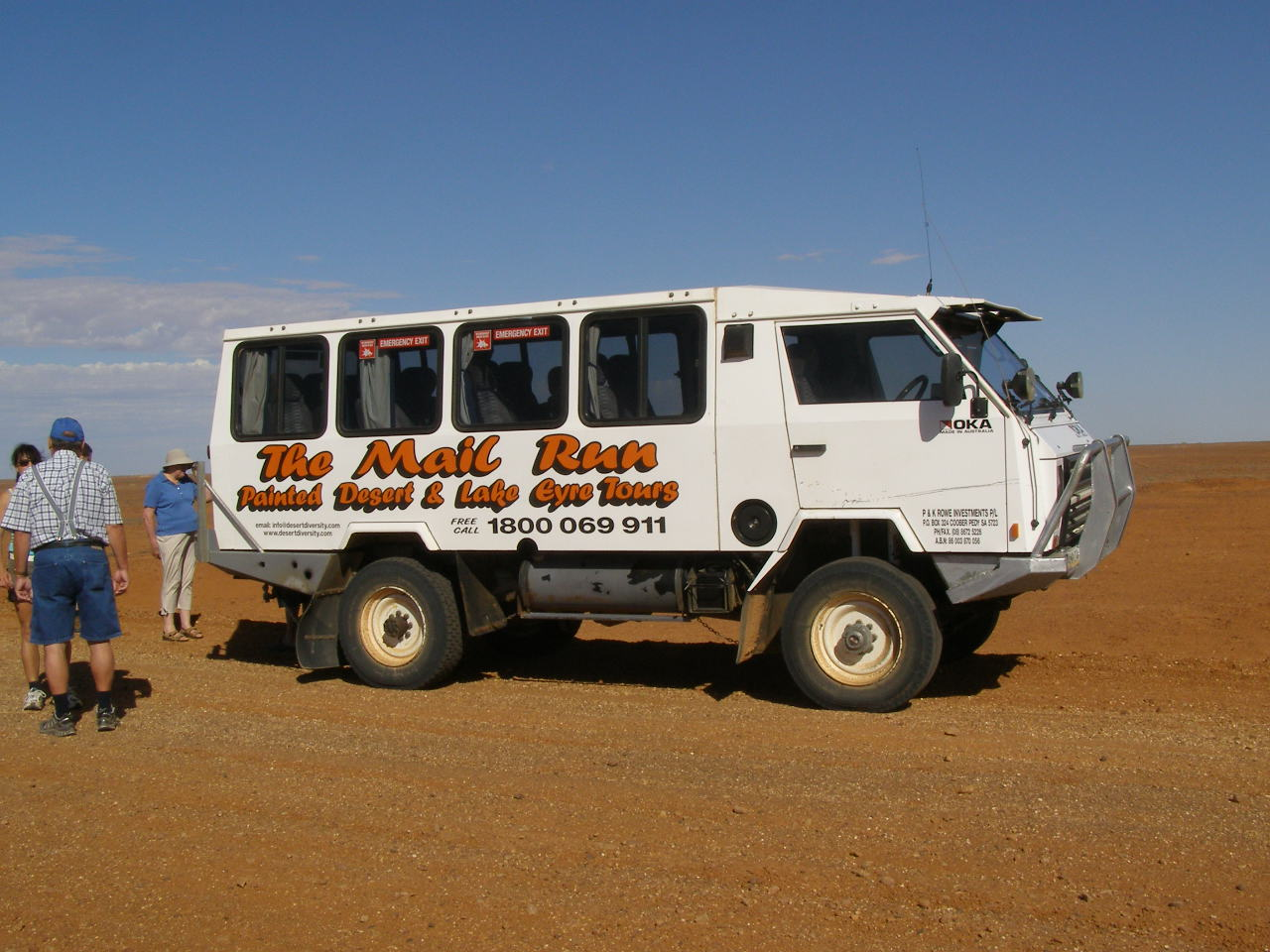
OKA Tourbus der Coober Pedy Oodnadatta One Day Mail Run

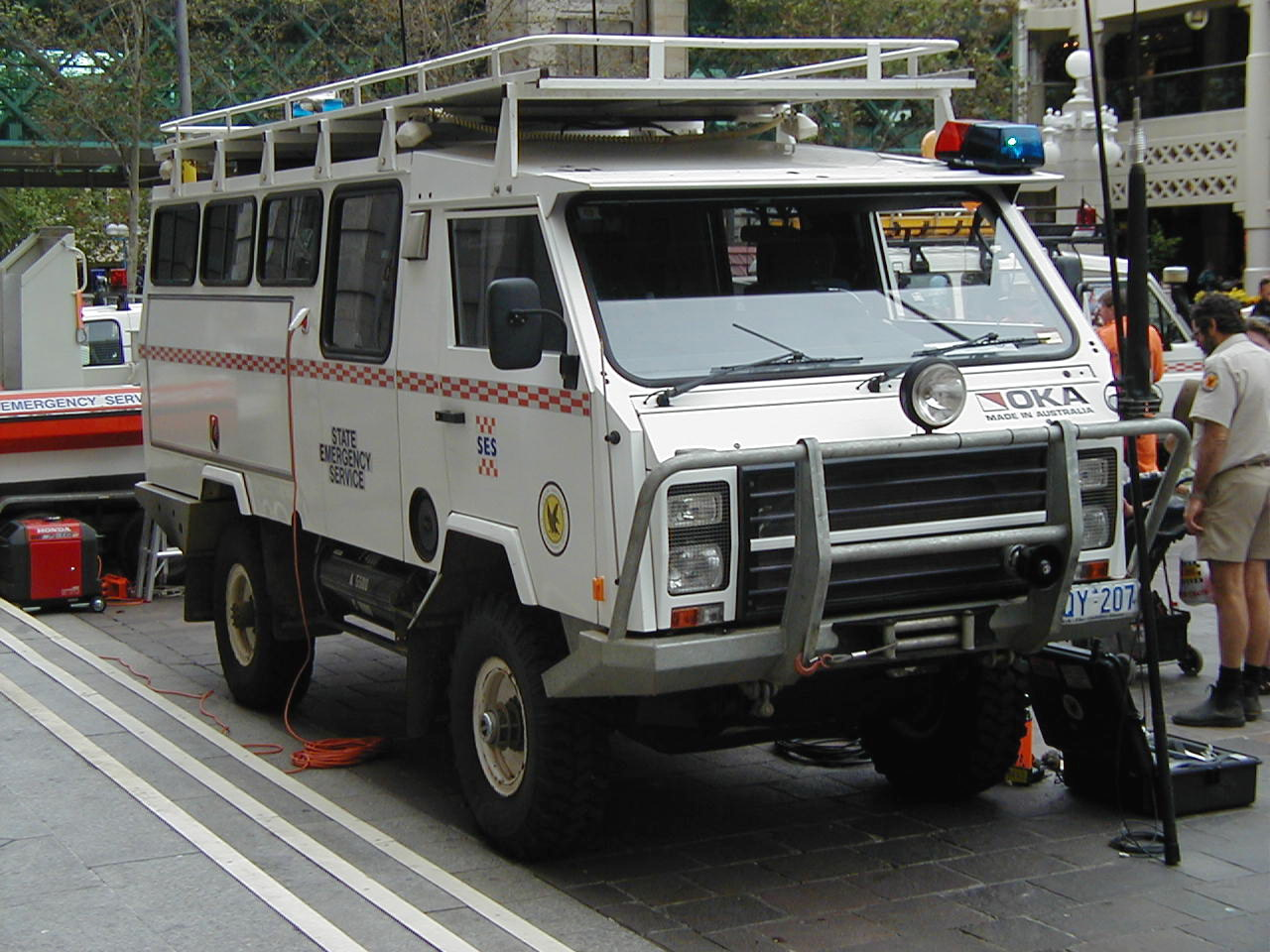
OKA der State Emergency Service of Western Australia

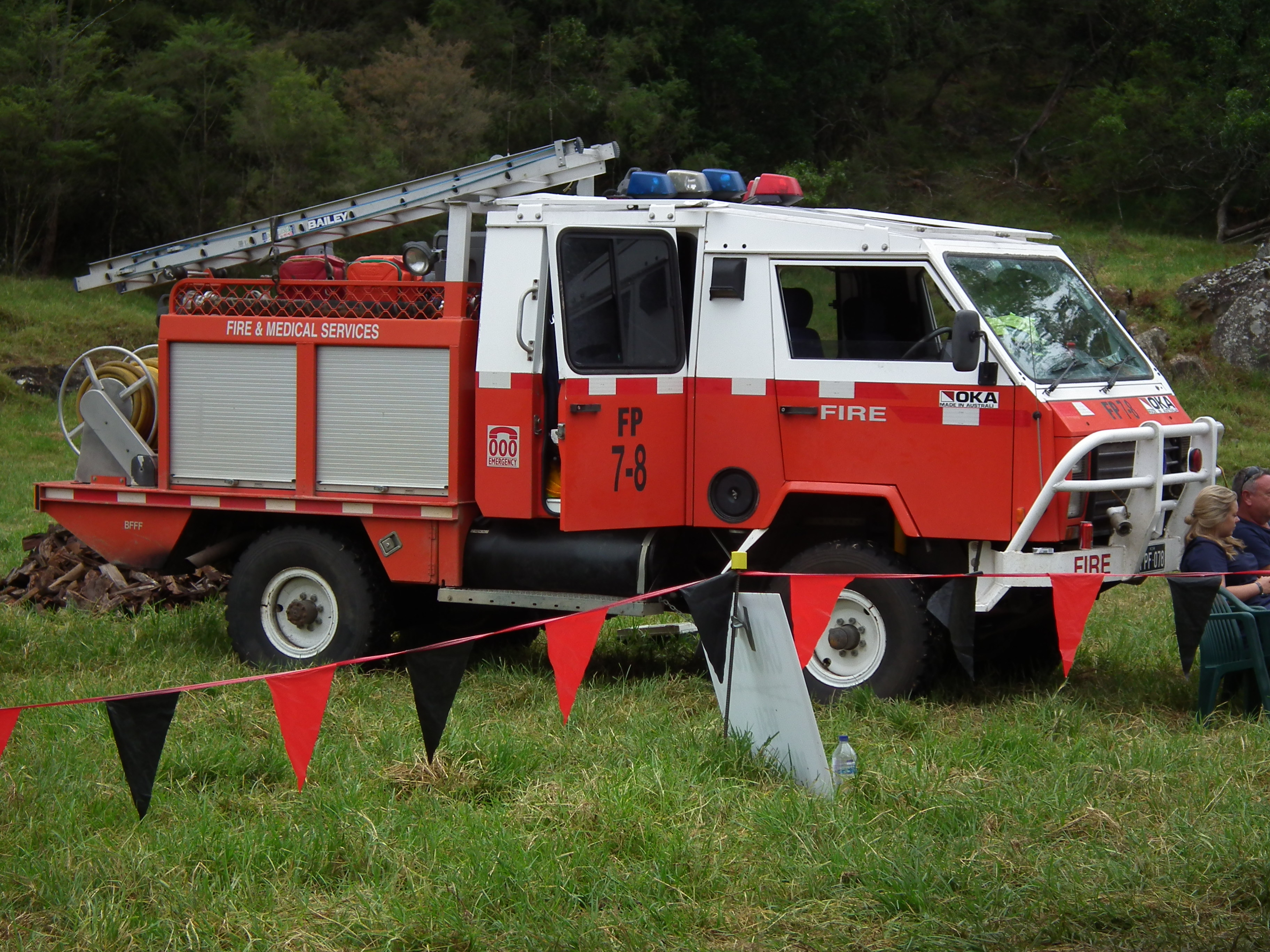
1995 OKA-Löschfahrzeug mit Mannschaftskabine, das früher vom New South Wales Rural Fire Service genutzt wurde, jetzt aber von einer privat betriebenen Event-Feuerwehr eingesetzt wird

OKA war ein australischer Hersteller von Allradfahrzeugen in Bibra Lake, einem Vorort von Perth (Westaustralien). Er stellte hauptsächlich leichte LKWs, insbesondere mit Personenaufbauten, her. Der derzeitige Eigentümer des Unternehmens ist die Reymer Pty. Ltd. Es wurden weniger als 500 OKA-Fahrzeuge gebaut.

## Geschichte
OKA wurde 1986 gegründet, als die Chefs einiger australischer Bergbauunternehmen sich zusammensetzten, weil sie einen Gelände-LKW mit 3 Tonnen Nutzlast benötigten und kein damals auf dem Markt befindlicher Wagen ihre Vorgaben erfüllte. Sie gründeten ein Konsortium und so entstand die Marke OKA.
Als man sich auf die prinzipielle Aufgabenstellung geeinigt hatte, führte man eine Marktstudie bei über 1200 Bergbauunternehmen, Regierungsstellen, Farmern, den australischen Streitkräften und möglichen privaten Nutzern durch, um die Konstruktionsparameter festzulegen. 1987 begannen die Arbeiten am ersten Prototyp und 1988 wurde dieser ersten Tests unterzogen. Auch parallel zur Serienfertigung baute man immer wieder Prototypen bis 1992.
Wenig später ging das erste Modell, der XT, in Serie. Ihm folgte der LT und schließlich das heutige Modell NT. Diese Fahrzeuge wurden an Regierungsstellen, Tourbusunternehmen, die Privatindustrie, die Bergbauindustrie, das Militär und Freizeitunternehmen verkauft. Zurzeit werden sie neben Australien auch in Papua-Neuguinea und Afrika angeboten. Modelle für die Vereinigten Arabischen Emirate und Europa werden derzeit entwickelt.

## Modelle
OKA hat bisher zwei Modelle, den XT und den LT, gebaut. Zurzeit wird der NT angeboten. Es gibt sie mit verschiedenen Aufbauten, z. B. als Fahrgestell, Pritschenwagen, Doppelkabiner, Mehrfachkabiner oder Tourbus.

## Technische Zusammenarbeit mit Hindustan
OKA hat dem indischen Automobilhersteller Hindustan eine Lizenz zum Bau ihrer Merkzweckfahrzeuge RTV überlassen.